# 上田亮三郎
上田 亮三郎（うえだ りょうざぶろう、1936年7月26日 - ）は、愛媛県出身のサッカー指導者。現大阪商業大学サッカー部総監督。

## 来歴・人物
1936年、愛媛県に生まれる。父の影響で松山南高でサッカーを始め、愛媛大学から東京教育大学に編入した。2学年後輩に勝澤要、3学年後輩に今西和男・坂田信久がいる。
1961年に、当時3部だった大阪商業大学サッカー部の監督となり、1965年には1部へ昇格させた。以降、同部を関西学生選手権優勝11回、同リーグ戦優勝18回、全日本大学選手権優勝4回、総理大臣杯優勝2回の強豪に育て上げた。
1969年、加茂周・大橋謙三・清水泰男・中村義喜らとともに、千葉県で行われた第1回FIFAコーチング・スクールに参加(サッカーに関するすべての理論と実技の教官はデットマール・クラマー)。同スクールで助手を務めた長沼健・岡野俊一郎・平木隆三・八重樫茂生とともに、世界初のFIFAコーチ・ライセンスを受けた。
2002年からは大商大サッカー部総監督に就任。全日本大学サッカー連盟副会長・関西学生サッカー連盟特任理事などを歴任し、現在も大学サッカー界の重鎮として活躍している。また、KBS京都テレビにてサッカー解説者もつとめている。
大阪商業大学サッカー部での教え子として、小嶺忠敏、小林伸二、西村昭宏、松永英機、加藤好男、勝矢寿延、望月聡、本並健治、高木琢也らがいる。